# 三國志V
《三國志V》是一款由光荣公司制作的历史类游戏。本游戏为三国志系列的第五代作品。本游戏于1996年9月27日在世嘉土星发行，于1997年2月14日在PlayStation上发行。
本游戏增加4个场景。光荣公司這次没有推出英文版。
本游戏Windows版、世嘉土星、PlayStation版本的开场动画及过场动画中，使用了中国央视电视剧《三国演义》的画面。